# شریف کواشی
شریف کواشی (به فرانسه: Chérif Kouachi) (زاده ۲۹ نوامبر ۱۹۸۲ - درگذشته ۹ ژانویه ۲۰۱۵) یکی از این دو برادر متهم به حمله به دفتر نشریه فکاهی شارلی ابدو در پاریس در روز چهارشنبه هفتم ژانویه ۲۰۱۵ بود که در طی این حمله ۱۲ نفر کشته شدند.

## زندگی شخصی
شریف کواشی از پدر و مادری الجزایری در فرانسه متولد شد.
وی در پرورشگاهی در شهر رن در غرب فرانسه بزرگ شد و در همان‌جا مربی ورزش و بدنسازی شد. به گفته رسانه‌های فرانسوی، شریف در اوایل دهه ۲۰۰۰ میلادی در حومه پاریس با برادرش هم‌خانه و به کار تحویل پیتزا مشغول شد. شریف که با لقب «ابوحسن» هم شناخته می‌شد، عضوی از «شبکه بوت-شومون» بود. این شبکه وظیفه جذب نیرو برای القاعده و اعزام آنها برای جنگ عراق بعد از حمله آمریکا و بریتانیا به آن کشور در سال ۲۰۰۳ را بر عهده داشت.
پلیس فرانسه، وی را در سال ۲۰۰۵ در آستانه سفر به سوریه دستگیر نمود. در آن زمان سوریه محل انتقال پیکارجویان به عراق برای جنگ با نیروهای آمریکایی بود. روزنامه لوموند گزارش داده که شریف در دوران حبسش بین ژانویه ۲۰۰۵ تا اکتبر ۲۰۰۶ برای اولین بار با جمال بقال که بعداً مریدش شده، ملاقات کرده‌است، بقال در سال ۲۰۰۱ به اتهام توطئه برای بمب‌گذاری در سفارت آمریکا در پاریس به ده سال زندان محکوم شده بود.
شریف یک بار دیگر در سال ۲۰۰۸ زندانی شده بود، پیش از حمله به شارلی ابدو هم به عنوان یک اسلام‌گرای افراطی برای پلیس فرانسه نامی آشنا بود. شریف کواشی در سال ۲۰۰۸ به دلیل نقش داشتن در اعزام پیکارجویان به عراق به سه سال زندان محکوم شد، اما بعداً ۱۸ ماه از این دوره به حبس تعلیقی تبدیل شد.

اریک برید، همسایه شریف در شمال غرب پاریس در مصاحبه ای با شبکه بی‌بی‌سی، شریف را این‌طور توصیف می‌کند: 
«فردی خوش‌رفتار، مؤدب، با برخوردی دوستانه، و مهم‌تر از همه کسی که دوست داشت به افراد ناتوان و سالمند کمک کند، شریف پرخاشجو و متعصب نبود، بلکه شخصیتی آرام داشت».

## تیراندازی در دفتر شارلی ابدو
شریف کواشی به همراه برادرش سعید کواشی و با کمک حمید مراد جوان ۱۸ ساله فرانسوی در تاریخ هفتم ژانویه ۲۰۱۵ در دفتر نشریه طنز شارلی ابدو دست به تیراندازی و کشتن دوازده نفر نموده و سپس متواری شدند.

## ماجرای گروگان‌گیری
روز جمعه ۱۰ ژانویه بعد از ۴۸ ساعت تعقیب و گریز بین پلیس فرانسه و برادران کواشی آنا در چاپخانه‌ای در شهر دامارتن-آن-گوئل در ۳۵ کیلومتری شمال شرق پاریس پناه بردن و یک نفر را به گروگان گرفتن که با هجوم مأموران پلیس ضد تروریستی فرانسه به محل چاپخانه برادران کواشی، از پناهگاه خود خارج شده و به تبادل آتش با پلیس پرداختند، اما در نهایت هر دو برادر در این عملیات پلیس کشته شدند
درگیری پلیس فرانسه با برادران کواشی در حالی رخ داد که نیروهای ضدتروریسم فرانسه در شرق پاریس نیز عملیاتی را برای آزادی شهروندانی که در یک سوپرمارکت یهودی به گروگان گرفته شده بودند، پیش می‌برد. گروگان‌گیر که با برادران کواشی در ارتباط بود از پلیس فرانسه می‌خواست این دو برادر را که در محاصره نیروهای امنیتی قرار داشتند، رها کند، اما وی در نهایت با هجوم نیروهای ویژه پلیس به سوپرمارکت یادشده، به همراه دست‌کم سه نفر از گروگان‌ها کشته شد